# Direcció General de Cinematografia i Teatre
La Direcció General de Cinematografia i Teatre (DGCT) va ser un organisme de la dictadura franquista, amb rang de direcció general, encarregat de l'administració del cinema i el teatre, inclosa la censura en tots dos camps.

## Història
Inicialment desenvolupada en 1946 mitjançant decret de 31 de desembre de 1945 i inclosa com a secció de la Sotssecretaria d'Educació Popular del Ministeri d'Educació Nacional, Gabriel García Espina va ser el primer responsable al capdavant de la nova direcció general.
En la remodelació ministerial de 1951 se li van retirar diverses atribucions al departament ministerial amb competències en Educació, dubtant-se de la capacitat del nou titular Joaquín Ruiz-Giménez com a censor, assignant aquestes —inclosa la DGCT— a la cartera de nova creació de Informació i Turisme, en poder de Gabriel Arias-Salgado.
A partir de 1962, durant el segon període de direcció, pretesament aperturista, de José María García Escudero, en un nou context per al règim, es va encoratjar i va patrocinar des de la DGCT el que va ser anomenat «Nou Cinema Espanyol», els cineastes del qual en qualsevol cas no van arribar a estar totalment eximits de l'activitat censora.
Va desaparèixer com a tal a la fi de 1967 en degradar-se al rang de subdirecció (inclosa dins de la nova Direcció General de Cultura Popular i Espectacles, dirigida per Carlos Robles Piquer), al·legant-se retallades pressupostàries.